# Che cosa rende le case di oggi così diverse, così attraenti?
Che cosa rende le case di oggi così diverse, così attraenti? (Just what is it that makes today's homes so different, so appealing?) è un'opera (26 × 25 cm, collage su carta, collezione George Zundel, Kunsthalle, Tubinga) del pittore inglese Richard Hamilton, realizzata nel 1956. Viene spesso citata fra le testimonianze più rappresentative della pop art ed è divenuta un manifesto per gli artisti di quella corrente.

## Storia
Dopo essere stata realizzata nel 1956, Che cosa rende le case di oggi così diverse, così attraenti? venne esposta il 9 agosto dello stesso anno alla celebre mostra This Is Tomorrow tenuta  alla Whitechapel Gallery londinese. Quest'esposizione, organizzata dall'Independent Group del quale Hamilton faceva parte, era dedicata a temi quali le nuove abitudini della città, i miti dell'emergente cultura di massa e le nuove tecnologie. Dopo essere stata esposta alla Tate Gallery di Londra dal 1958 al 1961, l'opera passò alla Kunsthalle di Tubinga.

## Descrizione
"Summa" delle tematiche trattate nella pop art (i miti dell'emergente cultura di massa, il comfort domestico ecc..), l'opera raffigura un bizzarro interno casalingo nel quale sono ammassati molti oggetti: un paralume con il logo della Ford sullo sfondo, una confezione di prosciutto posta sul tavolino al centro della stanza, un tappeto raffigurante un'indistinta folla di persone, un nastro magnetico in primo piano, una striscia a fumetti di Young Romance sulla parete (che avrebbe poi ispirato Roy Lichtenstein), un cesto di frutta su un televisore e molti altri. Il culturista seminudo in primo piano regge un enorme lecca lecca con la scritta "pop", mentre alla sua sinistra una pin up è distesa su un divano in posizione provocante. Un terzo soggetto, ovvero la casalinga sulla scala fuori prospettiva all'estrema destra, adopera un aspirapolvere. Il soffitto raffigura uno scorcio della luna mentre dalle finestre è visibile un'immagine di Al Jolson nel film Il cantante di jazz.
Realizzato adoperando la tecnica del collage con fotografie e immagini tratte dalla stampa americana, il lavoro di Hamilton rimane fortemente ancorato all'influenza del neo-dadaismo pur non escludendo i neonati temi pop.